# Prime Timer

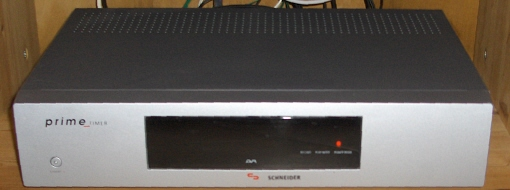
Prime Timer I von Schneider

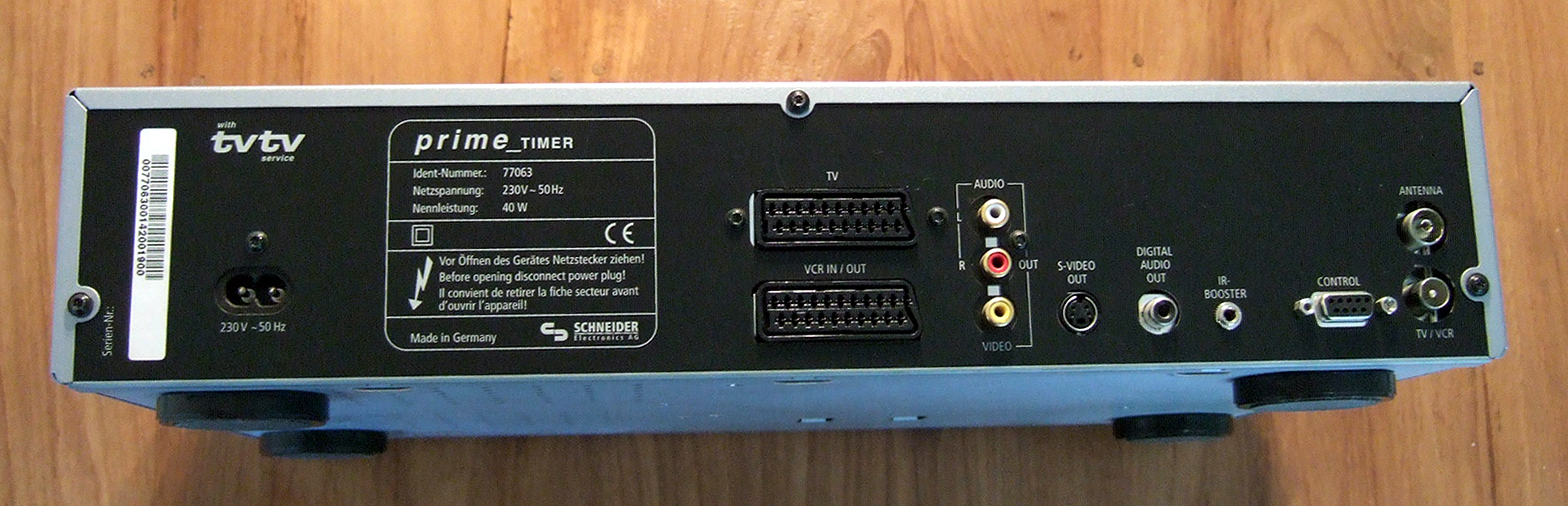
Anschlüsse auf der Rückseite des Prime Timer I

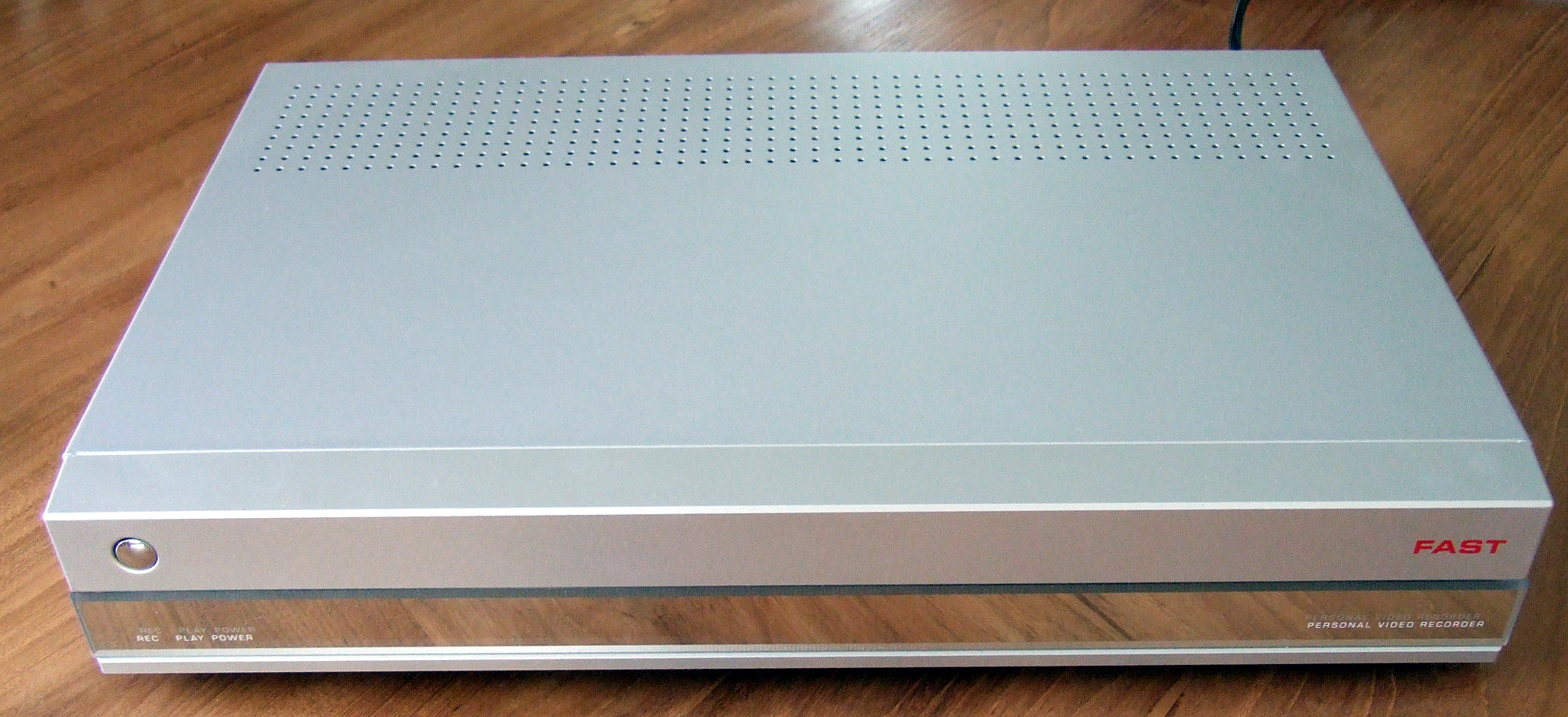
Fast PVR 100

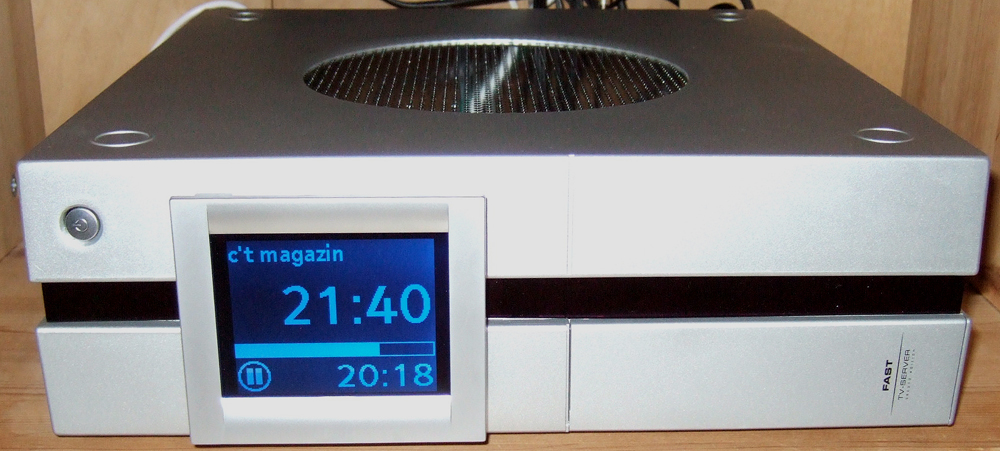
Fast TVS SE 300

Der Prime Timer ist ein Festplattenrekorder der deutschen Firma Schneider AG, der 1998 auf den Markt gebracht wurde. Der Prime Timer bietet dem Fernsehzuschauer die Funktion des Zeitversetzten Fernsehens.
Weiterhin können auf seiner 40 GB großen Festplatte Filme und Sendungen wie auf einem Videorekorder aufgezeichnet werden. Dies wird besonders einfach möglich durch den eingebauten EPG (Electronic Program Guide), eine Art elektronischer Fernsehzeitung, die über den Antennenanschluss des Gerätes empfangen wird.
Einige Jahre später erschien der weiterentwickelte Prime Timer II. Auch die Firma FAST, die den Prime Timer zusammen mit Schneider entwickelte, brachte eine Reihe dieser Geräte unter dem Namen Fast TV Server auf den Markt. Zu dieser Produktreihe gehörten die Geräte:
- PVR 100 (80-GB-Festplatte, 100 Std. maximale Aufnahmekapazität)
- TVS SE 150 (120-GB-Festplatte, 150 Std. maximale Aufnahmekapazität)
- TVS SE 150-N (120-GB-Festplatte, 150 Std. maximale Aufnahmekapazität, mit Netzwerkanschluss)
- TVS SE 300 (250-GB-Festplatte, 300 Std. maximale Aufnahmekapazität)
- TVS SE 300-N (250-GB-Festplatte, 300 Std. maximale Aufnahmekapazität, mit Netzwerkanschluss)

## Umbauten
Die Festplatte des Prime Timer I und II lässt sich im Eigenbau gegen ein größeres Modell austauschen, wodurch man eine weitaus größere Speicherzeit auf dem Gerät erhält. Für den Prime Timer I kann man das Gerät auf sinnvolle 120 GB erweitern. 